# Podabrus hikosanus
Podabrus hikosanus là một loài bọ cánh cứng trong họ Cantharidae. Loài này được Makino & Nakane miêu tả khoa học năm 1981.